# Język temuan
Język temuan, także: benua, niap – język austronezyjski używany w Malezji przez członków ludu Temuan. Grupa etniczna liczy blisko 23 tys. osób (2008).
Dzieli się na następujące dialekty: temuan (właściwy), beduanda (biduanda), belanda (belana, belanas, belandas, blanda, landa), berembun (birmun), mantra (mentera, mintra), udai. Dialekt beduanda bywa rozpatrywany jako odrębny język.
Należy do grupy języków malajskich, w klasyfikacji Ethnologue stanowi część tzw. makrojęzyka malajskiego. Bywa także klasyfikowany jako dialekt języka malajskiego.
Jest w pewnym zakresie wypierany przez język malajski, do czego przyczynia się wpływ edukacji i małżeństw mieszanych.
Nie wykształcił piśmiennictwa.